# Риєво (гміна)
Гміна Риєво (пол. Gmina Ryjewo) — сільська гміна у північній Польщі. Належить до Квідзинського повіту Поморського воєводства.
Станом на 31 грудня 2011 у гміні проживало 5977 осіб.

## Територія
Згідно з даними за 2007 рік площа гміни становила 103.28 км², у тому числі:
- орні землі: 63.00%
- ліси: 26.00%

Таким чином, площа гміни становить 12.37% площі повіту.

## Населення
Станом на 31 грудня 2011:
| Опис     | Загалом | Загалом | Чоловіки | Чоловіки | Жінки | Жінки |
| -------- | ------- | ------- | -------- | -------- | ----- | ----- |
| одиниця  | осіб    | %       | осіб     | %        | осіб  | %     |
| все      | 5977    | 100     | 3105     | 51.95    | 2872  | 48.05 |
| міське   | 0       | 100     | 0        |          | 0     |       |
| сільське | 5977    | 100     | 3105     | 51.95    | 2872  | 48.05 |

## Сусідні гміни
Гміна Риєво межує з такими гмінами: Ґнев, Квідзин, Міколайкі-Поморське, Прабути, Штум.